# Lavadoras (Minas de Riotinto)

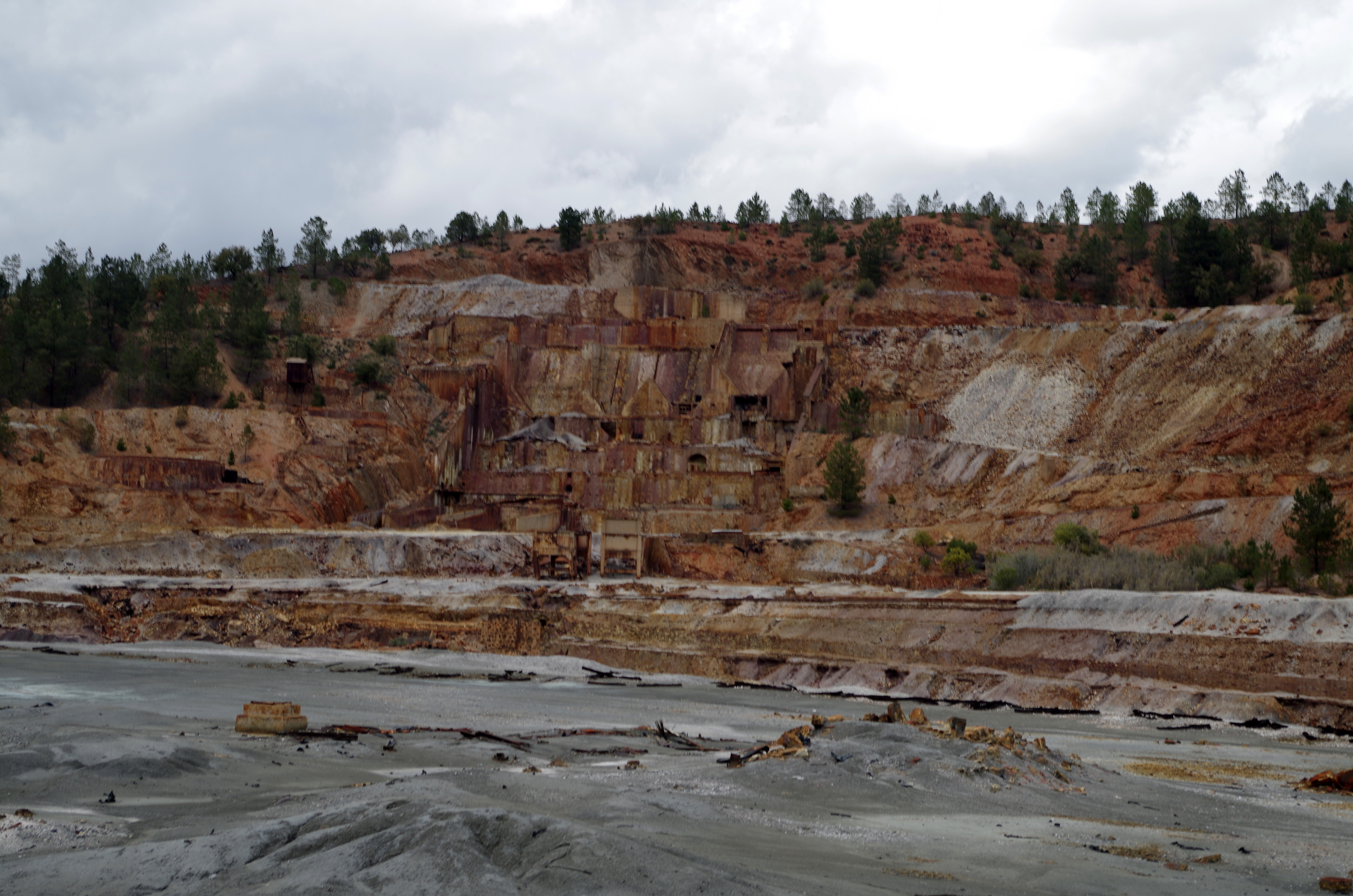
Antiguas instalaciones, 2016.

Lavadoras fue una planta industrial que estuvo en servicio en la cuenca minera de Riotinto-Nerva, en la provincia de Huelva (España). Situada en el término municipal de Nerva, se trataba de una instalación levantada junto al complejo ferroviario de Zarandas-Naya para el tratamiento de las piritas procedentes de los yacimientos.

## Historia
A comienzos del siglo XX el área de Zarandas-Naya se convirtió en el núcleo principal donde se procesaba el mineral procedente de la cuenca de Riotinto, bajo control de la Rio Tinto Company Limited. Hacia 1910 en esta zona se construyó una planta de clasificación por tamaños de la pirita cruda de baja ley, compuesta por un sistema de concentración por gravedad. En las instalaciones, que estuvieron en servicio entre 1910 y 1935, se acometía la separación de las piritas finas y morrongos ―restos de calcinación en teleras―. La planta de Lavadoras se rehabilitó en 1954 para hacer frente a la demanda de pirita cruda que había entonces debido a la escasez de azufre elemental; el proceso de concentración pasó a hacerse a través de medios densos y flotación. En aquella época la gestión de las instalaciones estaba a cargo de la Compañía Española de Minas de Río Tinto (CEMRT). Debido a las dificultades que ofrecía su operación la planta fue clausurada en 1960 de forma definitiva.